# 1972年南アフリカグランプリ
1972年南アフリカグランプリ (英: 1972 South African Grand Prix、正式名称: Sixth AA Grand Prix of South Africa (アフリカーンス語: Sesde AA Suid-Afrikaanse Grand Prix)) は、1972年のF1世界選手権第2戦として、1972年3月4日にキャラミで開催された。
レースは79周で行われ、5番グリッドからスタートしたマクラーレンのデニス・ハルムが優勝した。ロータスのエマーソン・フィッティパルディが2位、ハルムのチームメイトであるピーター・レブソンが3位となった。

## エントリー
本レースは27台が参加した。前戦アルゼンチンGPから1ヶ月以上経ったが、ほとんどのマシンはブエノスアイレスからキャラミに直接輸送された。エントリーの変更はほとんどなかった。
F5000での事故により前戦アルゼンチンGPを欠場したマイク・ヘイルウッドがサーティースに、前年のブエノスアイレス1000kmレースにおけるイグナツィオ・ギュンティの事故死に関する法的問題のため同GPを欠場したジャン＝ピエール・ベルトワーズもBRMに加わった。ウィリアムズはレギュラードライバーのアンリ・ペスカロロに加え、新人カルロス・パーチェが古いマーチ・711を走らせる。
本レースからドイツのアイフェラント・キャラバンがF1参戦を開始する。マシンはマーチ・721をベースにルイジ・コラーニが改造を施したアイフェラント・E21で、コックピットの前に配置されたバックミラーやエアインテークが特徴であった。ドライバーはロルフ・シュトメレン。
例年通り、南アフリカGPのみ参加するローカルドライバーもいた。ラッキーストライクの支援を受けたスクーデリア・スクリバンテからデイヴ・チャールトンがロータス・72Dを、チーム・ガンストンからジョン・ラブがサーティース・TS9、ウィリアム・ファーガソンがブラバム・BT33をそれぞれ走らせる。

### エントリーリスト
| チーム                                             | No. | ドライバー                     | コンストラクター | シャシー | エンジン                         | タイヤ |
| -------------------------------------------------- | --- | ------------------------------ | ---------------- | -------- | -------------------------------- | ------ |
| エルフ・チーム・ティレル                           | 1   | ジャッキー・スチュワート       | ティレル         | 003      | フォード・コスワース DFV 3.0L V8 | G      |
| エルフ・チーム・ティレル                           | 2   | フランソワ・セベール           | ティレル         | 002      | フォード・コスワース DFV 3.0L V8 | G      |
| STP・マーチ・レーシングチーム                      | 3   | ロニー・ピーターソン           | マーチ           | 721      | フォード・コスワース DFV 3.0L V8 | G      |
| STP・マーチ・レーシングチーム                      | 4   | ニキ・ラウダ                   | マーチ           | 721      | フォード・コスワース DFV 3.0L V8 | G      |
| スクーデリア・フェラーリ SpA SEFAC                 | 5   | ジャッキー・イクス             | フェラーリ       | 312B2    | フェラーリ 001/1 3.0L F12        | F      |
| スクーデリア・フェラーリ SpA SEFAC                 | 6   | クレイ・レガツォーニ           | フェラーリ       | 312B2    | フェラーリ 001/1 3.0L F12        | F      |
| スクーデリア・フェラーリ SpA SEFAC                 | 7   | マリオ・アンドレッティ         | フェラーリ       | 312B2    | フェラーリ 001/1 3.0L F12        | F      |
| ジョン・プレイヤー・チーム・ロータス               | 8   | エマーソン・フィッティパルディ | ロータス         | 72D      | フォード・コスワース DFV 3.0L V8 | F      |
| ジョン・プレイヤー・チーム・ロータス               | 9   | デビッド・ウォーカー           | ロータス         | 72D      | フォード・コスワース DFV 3.0L V8 | F      |
| マールボロ・BRM                                    | 10  | ジャン＝ピエール・ベルトワーズ | BRM              | P160B    | BRM P142 3.0L V12                | F      |
| マールボロ・BRM                                    | 11  | ピーター・ゲシン               | BRM              | P160B    | BRM P142 3.0L V12                | F      |
| マールボロ・BRM                                    | 23  | ハウデン・ガンレイ             | BRM              | P160B    | BRM P142 3.0L V12                | F      |
| マールボロ・BRM                                    | 24  | ヘルムート・マルコ             | BRM              | P153     | BRM P142 3.0L V12                | F      |
| ヤードレー・チーム・マクラーレン                   | 12  | デニス・ハルム                 | マクラーレン     | M19A     | フォード・コスワース DFV 3.0L V8 | G      |
| ヤードレー・チーム・マクラーレン                   | 14  | ピーター・レブソン             | マクラーレン     | M19A     | フォード・コスワース DFV 3.0L V8 | G      |
| エキップ・マトラ・スポール                         | 15  | クリス・エイモン               | マトラ           | MS120C   | マトラ MS72 3.0L V12             | G      |
| ブルックボンド・オクソ・チーム・サーティース       | 16  | ティム・シェンケン             | サーティース     | TS9B     | フォード・コスワース DFV 3.0L V8 | F      |
| ブルックボンド・オクソ・チーム・サーティース       | 17  | マイク・ヘイルウッド           | サーティース     | TS9B     | フォード・コスワース DFV 3.0L V8 | F      |
| チェラミカ・パニョッシン・チーム・サーティース     | 18  | アンドレア・デ・アダミッチ     | サーティース     | TS9B     | フォード・コスワース DFV 3.0L V8 | F      |
| モーターレーシング・ディベロップメンツ・リミテッド | 19  | グラハム・ヒル                 | ブラバム         | BT33     | フォード・コスワース DFV 3.0L V8 | G      |
| モーターレーシング・ディベロップメンツ・リミテッド | 20  | カルロス・ロイテマン           | ブラバム         | BT34     | フォード・コスワース DFV 3.0L V8 | G      |
| チーム・ウィリアムズ・モチュール                   | 21  | アンリ・ペスカロロ             | マーチ           | 721      | フォード・コスワース DFV 3.0L V8 | G      |
| チーム・ウィリアムズ・モチュール                   | 22  | カルロス・パーチェ             | マーチ           | 711      | フォード・コスワース DFV 3.0L V8 | G      |
| チーム・アイフェラント・キャラバンズ               | 25  | ロルフ・シュトメレン           | アイフェラント   | E21      | フォード・コスワース DFV 3.0L V8 | G      |
| スクリバンテ・ラッキーストライク・レーシング       | 26  | デイヴ・チャールトン           | ロータス         | 72D      | フォード・コスワース DFV 3.0L V8 | F      |
| チーム・ガンストン                                 | 27  | ジョン・ラブ                   | サーティース     | TS9      | フォード・コスワース DFV 3.0L V8 | F      |
| チーム・ガンストン                                 | 28  | ウィリアム・ファーガソン       | ブラバム         | BT33     | フォード・コスワース DFV 3.0L V8 | F      |
| ソース:                                            |     |                                |                  |          |                                  |        |

## 予選
開幕戦を制した前年度王者のジャッキー・スチュワート（ティレル）が平均速度191.875 km/h (119.226 mph)でポールポジションを獲得した。スチュワートはクレイ・レガツォーニ（フェラーリ）とエマーソン・フィッティパルディ（ロータス）に数十分の1秒の差を付けた。この3人がフロントローに並び、2列目はマイク・ヘイルウッドとマクラーレン・M19Aを駆るデニス・ハルム、3列目にはフェラーリ・312B2を駆るマリオ・アンドレッティとジャッキー・イクスの2台とフランソワ・セベール（ティレル）が並んだ。

### 予選結果
| 順位    | No. | ドライバー                     | コンストラクター        | タイム | 差    | グリッド |
| ------- | --- | ------------------------------ | ----------------------- | ------ | ----- | -------- |
| 1       | 1   | ジャッキー・スチュワート       | ティレル-フォード       | 1:17.0 | -     | 1        |
| 2       | 6   | クレイ・レガツォーニ           | フェラーリ              | 1:17.3 | +0.3  | 2        |
| 3       | 8   | エマーソン・フィッティパルディ | ロータス-フォード       | 1:17.4 | +0.4  | 3        |
| 4       | 17  | マイク・ヘイルウッド           | サーティース-フォード   | 1:17.4 | +0.4  | 4        |
| 5       | 12  | デニス・ハルム                 | マクラーレン-フォード   | 1:17.4 | +0.4  | 5        |
| 6       | 7   | マリオ・アンドレッティ         | フェラーリ              | 1:17.5 | +0.5  | 6        |
| 7       | 5   | ジャッキー・イクス             | フェラーリ              | 1:17.7 | +0.7  | 7        |
| 8       | 2   | フランソワ・セベール           | ティレル-フォード       | 1:17.8 | +0.8  | 8        |
| 9       | 3   | ロニー・ピーターソン           | マーチ-フォード         | 1:17.8 | +0.8  | 9        |
| 10      | 16  | ティム・シェンケン             | サーティース-フォード   | 1:17.8 | +0.8  | 10       |
| 11      | 10  | ジャン＝ピエール・ベルトワーズ | BRM                     | 1:17.9 | +0.9  | 11       |
| 12      | 14  | ピーター・レブソン             | マクラーレン-フォード   | 1:18.0 | +1.0  | 12       |
| 13      | 15  | クリス・エイモン               | マトラ                  | 1:18.0 | +1.0  | 13       |
| 14      | 19  | グラハム・ヒル                 | ブラバム-フォード       | 1:18.1 | +1.1  | 14       |
| 15      | 20  | カルロス・ロイテマン           | ブラバム-フォード       | 1:18.2 | +1.2  | 15       |
| 16      | 23  | ハウデン・ガンレイ             | BRM                     | 1:18.3 | +1.3  | 16       |
| 17      | 26  | デイヴ・チャールトン           | ロータス-フォード       | 1:18.5 | +1.5  | 17       |
| 18      | 11  | ピーター・ゲシン               | BRM                     | 1:18.7 | +1.7  | 18       |
| 19      | 9   | デビッド・ウォーカー           | ロータス-フォード       | 1:18.7 | +1.7  | 19       |
| 20      | 18  | アンドレア・デ・アダミッチ     | サーティース-フォード   | 1:18.9 | +1.9  | 20       |
| 21      | 4   | ニキ・ラウダ                   | マーチ-フォード         | 1:18.9 | +1.9  | 21       |
| 22      | 21  | アンリ・ペスカロロ             | マーチ-フォード         | 1:19.0 | +2.0  | 22       |
| 23      | 24  | ヘルムート・マルコ             | BRM                     | 1:19.1 | +2.1  | 23       |
| 24      | 22  | カルロス・パーチェ             | マーチ-フォード         | 1:20.3 | +3.3  | 24       |
| 25      | 25  | ロルフ・シュトメレン           | アイフェラント-フォード | 1:20.4 | +3.4  | 25       |
| 26      | 27  | ジョン・ラブ                   | サーティース-フォード   | 1:21.0 | +4.0  | 26       |
| 27      | 28  | ウィリアム・ファーガソン       | ブラバム-フォード       | 1:31.9 | +14.9 | DNS 1    |
| ソース: |     |                                |                         |        |       |          |

追記
- ^1 - ファーガソンは予選中にエンジンを壊したため、決勝への出走を見合わせた[10]

## 決勝
キャラミでのレースは79周で行われた。スタートでデニス・ハルムが首位に立ったが、ジャッキー・スチュワートが抜き返した。一方、クレイ・レガツォーニはスタートに失敗して中団グループに後退した。スチュワートのティレル・003は首位に立つと、すぐに2位を争うハルム、エマーソン・フィッティパルディ、マイク・ヘイルウッドを引き離していった。ハルムのマクラーレン・M19Aがオーバーヒートし始め、ライバルに遅れを取った。数周後にヘイルウッドはフィッティパルディを抜いて2位に浮上し、スチュワートに迫っていく。しかし、ヘイルウッドは28周目にサーティース・TS9Bのリアサスペンションが壊れてリタイアした。これによりフィッティパルディは2位に返り咲き、スチュワートへのアタックを開始したが、スチュワートは45周目にギアボックスのトラブルに見舞われてリタイアした。これによりフィッティパルディが首位に立ち、ハルムが右後方にいた。フィッティパルディはハンドリングに苦しみ、57周目にハルムが首位の座を取り戻した。フィッティパルディは3位のクリス・エイモンに大差を付けていたため、2位の座をキープすることができた。エイモンのマトラ・MS120Cが深刻な振動を起こし、その差はさらに広がった。この振動によりエイモンは順位を落とし、3周遅れの15位に終わった。これで3位表彰台を獲得したのはハルムのチームメイトであるピーター・レブソンであった。レブソンはF1では初の表彰台を獲得した。
ハルムは1時間45分49秒1（平均速度183.834 km/h (114.229 mph)）で1969年メキシコGP以来の勝利を挙げ、2位のフィッティパルディに14秒の差を付けた。3位のレブソンはさらに12.7秒の差が付いた。この他、優勝したハルムと同一周回でフィニッシュしたのは、マリオ・アンドレッティ（フェラーリ）とロニー・ピーターソン（マーチ）の2人であった。ハルムはこの勝利により、ドライバーズチャンピオンシップで6点リードした。

### レース結果
| 順位    | No. | ドライバー                     | コンストラクター        | 周回数 | タイム/リタイア原因 | グリッド | ポイント |
| ------- | --- | ------------------------------ | ----------------------- | ------ | ------------------- | -------- | -------- |
| 1       | 12  | デニス・ハルム                 | マクラーレン-フォード   | 79     | 1:45:49.1           | 5        | 9        |
| 2       | 8   | エマーソン・フィッティパルディ | ロータス-フォード       | 79     | +14.1               | 3        | 6        |
| 3       | 14  | ピーター・レブソン             | マクラーレン-フォード   | 79     | +25.8               | 12       | 4        |
| 4       | 7   | マリオ・アンドレッティ         | フェラーリ              | 79     | +38.5               | 6        | 3        |
| 5       | 3   | ロニー・ピーターソン           | マーチ-フォード         | 79     | +49.0               | 9        | 2        |
| 6       | 19  | グラハム・ヒル                 | ブラバム-フォード       | 78     | +1 Lap              | 14       | 1        |
| 7       | 4   | ニキ・ラウダ                   | マーチ-フォード         | 78     | +1 Lap              | 21       |          |
| 8       | 5   | ジャッキー・イクス             | フェラーリ              | 78     | +1 Lap              | 7        |          |
| 9       | 2   | フランソワ・セベール           | ティレル-フォード       | 78     | +1 Lap              | 8        |          |
| 10      | 9   | デビッド・ウォーカー           | ロータス-フォード       | 78     | +1 Lap              | 19       |          |
| 11      | 21  | アンリ・ペスカロロ             | マーチ-フォード         | 78     | +1 Lap              | 22       |          |
| 12      | 6   | クレイ・レガツォーニ           | フェラーリ              | 77     | +2 Laps             | 2        |          |
| 13      | 25  | ロルフ・シュトメレン           | アイフェラント-フォード | 77     | +2 Laps             | 25       |          |
| 14      | 24  | ヘルムート・マルコ             | BRM                     | 76     | +3 Laps             | 23       |          |
| 15      | 15  | クリス・エイモン               | マトラ                  | 76     | +3 Laps             | 13       |          |
| 16      | 27  | ジョン・ラブ                   | サーティース-フォード   | 73     | パンク/アクシデント | 26       |          |
| 17      | 22  | カルロス・パーチェ             | マーチ-フォード         | 73     | +6 Laps             | 24       |          |
| NC      | 23  | ハウデン・ガンレイ             | BRM                     | 70     | 規定周回数不足      | 16       |          |
| NC      | 18  | アンドレア・デ・アダミッチ     | サーティース-フォード   | 69     | 規定周回数不足      | 20       |          |
| NC      | 11  | ピーター・ゲシン               | BRM                     | 65     | 規定周回数不足      | 18       |          |
| Ret     | 10  | ジャン＝ピエール・ベルトワーズ | BRM                     | 61     | エンジン            | 11       |          |
| Ret     | 1   | ジャッキー・スチュワート       | ティレル-フォード       | 45     | ギアボックス        | 1        |          |
| Ret     | 17  | マイク・ヘイルウッド           | サーティース-フォード   | 28     | サスペンション      | 4        |          |
| Ret     | 20  | カルロス・ロイテマン           | ブラバム-フォード       | 27     | 燃料システム        | 15       |          |
| Ret     | 16  | ティム・シェンケン             | サーティース-フォード   | 9      | エンジン            | 10       |          |
| Ret     | 26  | デイヴ・チャールトン           | ロータス-フォード       | 2      | 燃料ポンプ          | 17       |          |
| DNS     | 28  | ウィリアム・ファーガソン       | ブラバム-フォード       |        | エンジン            |          |          |
| ソース: |     |                                |                         |        |                     |          |          |

優勝者デニス・ハルムの平均速度
183.834 km/h (114.229 mph)
ファステストラップ
- マイク・ヘイルウッド - 1:18.9 (20周目)

ラップリーダー
太字は最多ラップリーダー
- デニス・ハルム - 24周 (1, 57-79)
- ジャッキー・スチュワート - 43周 (2-44)
- エマーソン・フィッティパルディ - 12周 (45-56)

達成された主な記録
- ドライバー
  - 初入賞/初表彰台: ピーター・レブソン[11]
  - 初ファステストラップ: マイク・ヘイルウッド
  - 初出走: カルロス・パーチェ
  - 初エントリー: ウィリアム・ファーガソン（英語版） - 決勝に出走せず[19]
  - 最終出走/最終完走: ジョン・ラブ - 決勝日時点で47歳88日[20]。
- コンストラクター
  - 20回目の表彰台: マクラーレン
  - 初ファステストラップ: サーティース
  - 50回目の出走: マトラ
  - 初出走/初完走: アイフェラント（英語版）[21][22][注 1]

## 第2戦終了時点のランキング
|         | 順位 | ドライバー                     | ポイント |
| ------- | ---- | ------------------------------ | -------- |
| 1       | 1    | デニス・ハルム                 | 15       |
| 1       | 2    | ジャッキー・スチュワート       | 9        |
| 9       | 3    | エマーソン・フィッティパルディ | 6        |
| 1       | 4    | ジャッキー・イクス             | 4        |
| 7       | 5    | ピーター・レブソン             | 4        |
| ソース: |      |                                |          |

|         | 順位 | コンストラクター      | ポイント |
| ------- | ---- | --------------------- | -------- |
| 1       | 1    | マクラーレン-フォード | 15       |
| 1       | 2    | ティレル-フォード     | 9        |
|         | 3    | フェラーリ            | 7        |
| 4       | 4    | ロータス-フォード     | 6        |
|         | 5    | マーチ-フォード       | 3        |
| ソース: |      |                       |          |

- 注:  トップ5のみ表示。前半6戦のうちベスト5戦及び後半6戦のうちベスト5戦がカウントされる。